# Pagoda Baochu
La Pagoda Baochu (xinès: 保俶塔; pinyin: Bǎochù tǎ) és una pagoda situada a Hangzhou, província de Zhejiang, a la Xina. Coneguda com un dels llocs d'interès del Llac de l'Oest, es troba just al nord del llac, sobre el Pujol de la Pedra Preciosa (宝石山, bǎoshíshān). La seva petita base sosté set pisos, amb una alçada de 45 metres, i li dona a la pagoda la seva distintiva figura.

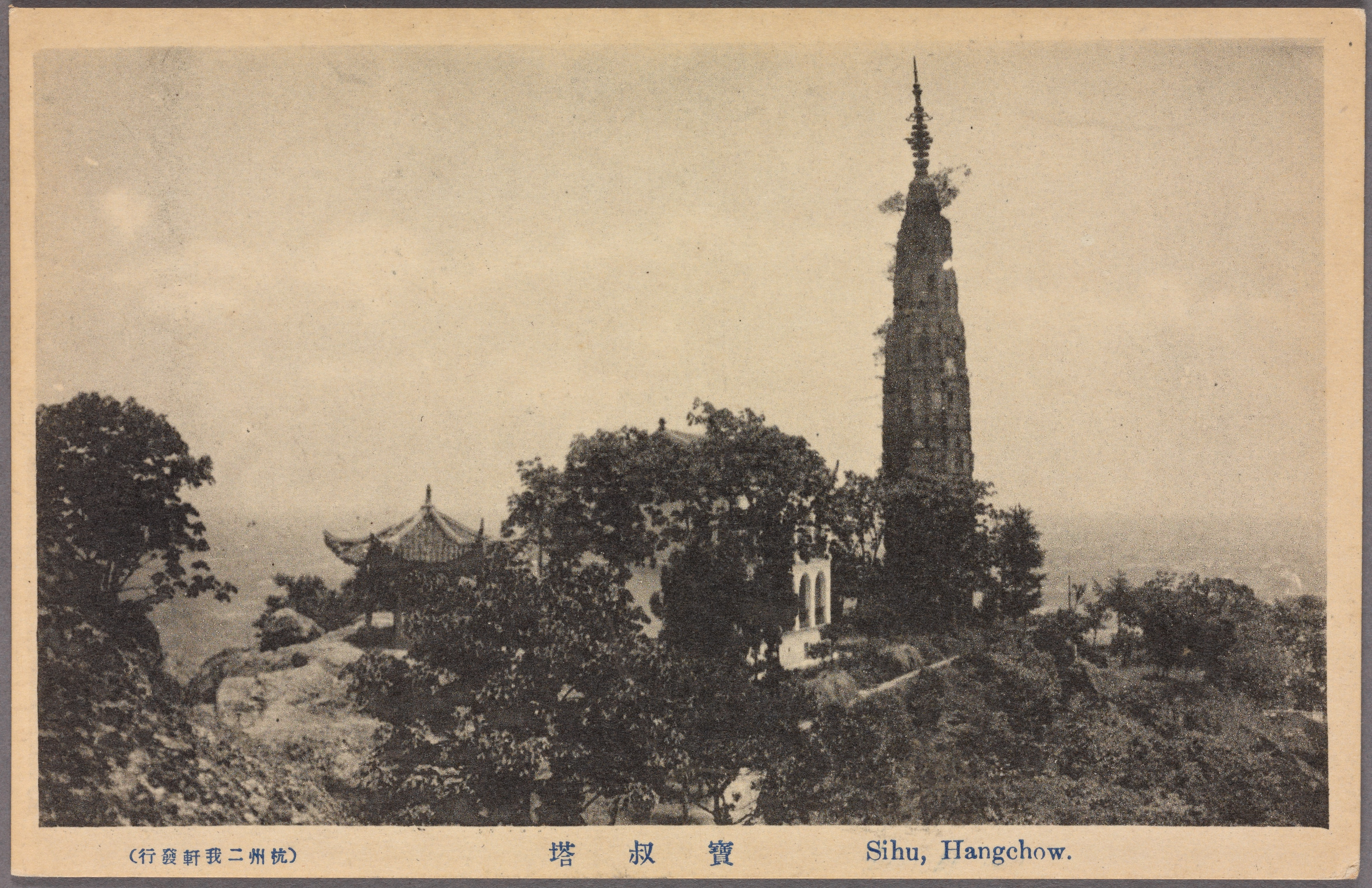
Imatge de la pagoda Baochu (1910)

El nom Baochu es tradueix literalment com "protegeix a Xu", que segons la llegenda, es refereix a Qian Xu, últim rei de Wuyue. La història diu que un dels ministres del rei va construir el temple perquè es resessin oracions pel seu retorn segur d'un viatge que havia realitzat fins a Kaifeng, al centre de la Xina. El rei havia estat reclamat per l'Emperador i havien passat molts dies sense notícies del seu retorn.
L'edifici va ser construït originalment l'any 963 amb nou pisos d'altura. La última reconstrucció, el 1933, va reduir lleugerament la seva grandària, passant a tenir set pisos, i recentment es va canviar l'agulla del seu cim encara que l'antiga s'exhibeix prop de la pagoda. Va ser construïda amb pedra i maons i sense cap escala en el seu interior, prop d'un camí que recorre la serralada al nord del Llac Oest. Es pot accedir a la pagoda tant mitjançant camins de terra com per escales de ciment que hi ha des de gairebé qualsevol costat de la muntanya.
El 24 de juny de 2011, aquest i d'altres elements que conformen l'anomenat «paisatge cultural del Llac de l'Oest a Hangzhou» varen ser declarats Patrimoni de la Humanitat per la UNESCO.

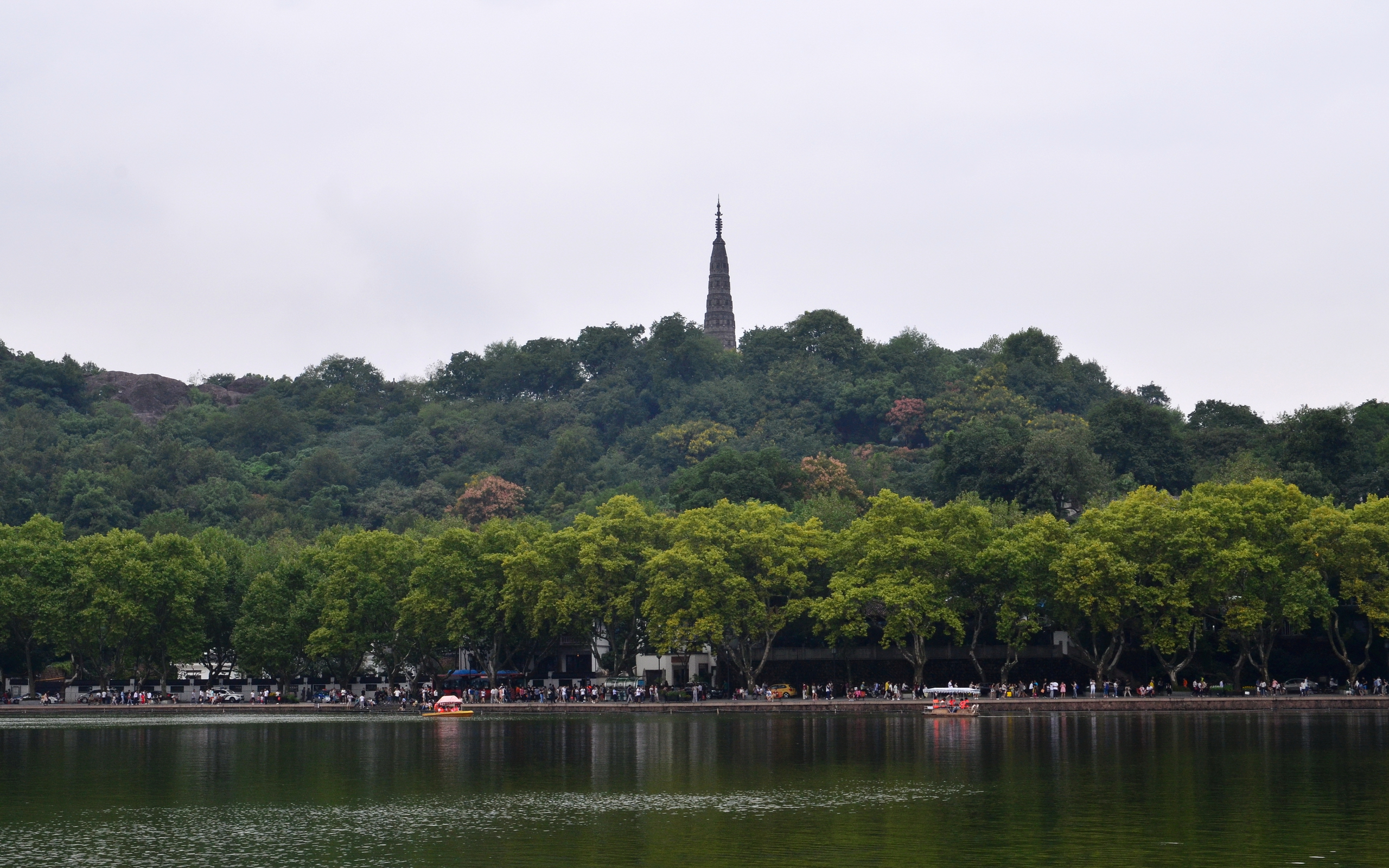
Vista general del llac, amb la silueta de la pagoda Baochu
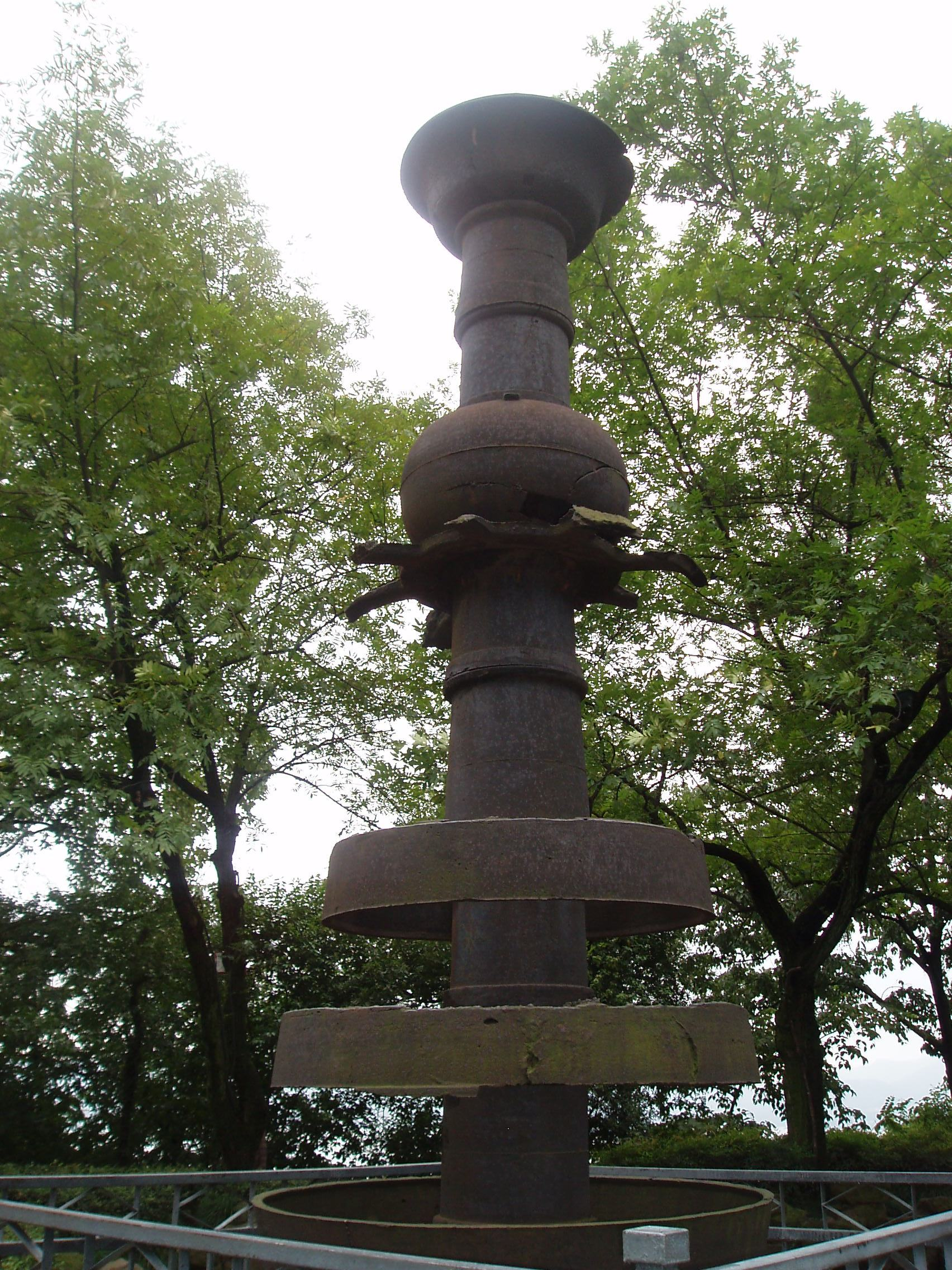
Agulla original del cim de la pagoda, segle XVI